# Sintesi di Simmons-Smith
La sintesi di Simmons-Smith permette di ottenere facilmente con buone rese anelli ciclopropanici sostituiti a partire da alcheni,
impiegando CH2I2 e una lega di zinco-rame che costituiscono appunto il reattivo di Simmons-Smith.
Si pensa che la specie reattiva sia un intermedio di organozinco di formula ICH2ZnI che può essere considerato un carbene mascherato (un carbenoide). In questo modo si evita la formazione nell'ambiente di reazione di specie carbeniche libere che altrimenti darebbero anche reazioni di
inserzione, difficilmente controllabili.
La reazione altamente stereospecifica e regioselettiva avviene con un attacco syn concertato e, per una generica olefina, può essere schematizzata come segue:
Uno sviluppo della sintesi di Simmons-Smith prevede il trattamento del substrato, invece che con il semplice diiodometano, con un generico diiododerivato
RCHI2 o ArCHI2 e Et2Zn in etere; in questo modo è possibile ottenere ciclopropani ulteriormente funzionalizzati.